# Boris Charmatz
Boris Charmatz, né en 1973 à Chambéry en Savoie, est un danseur et chorégraphe français de danse contemporaine. Considéré comme l'un des « chefs de file de la nouvelle vague française » et du mouvement de la non-danse né au milieu des années 1990, il a été le directeur du Centre chorégraphique national de Rennes et de Bretagne de 2009 à 2018. En 2022, il deviendra directeur du Tanztheater de Wuppertal de Pina Bausch.

## Biographie
Boris Charmatz est un ancien élève de l'École de danse de l'Opéra de Paris de 1986 à 1989 puis du CNSMD de Lyon. Il a collaboré ensuite comme interprète avec Régine Chopinot, Odile Duboc, Olivia Grandville, Xavier Marchand et Meg Stuart. En tant que chorégraphe, il est rapidement reconnu pour ses expérimentations multiples et son approche radicale de la danse, ses pièces s'axent en général sur des interrogations de la place du danseur, son engagement et sur une recherche scénographique en prise directe avec le corps. Il fut alors l'un des chefs de file du courant de la non-danse. Ainsi sa première pièce À bras le corps, créée et dansée avec son complice Dimitri Chamblas en 1993, place les deux danseurs au centre de la scène, directement entourés du public avec lequel ils interagissent. Elle remporta de nombreux prix internationaux et la reconnaissance du public.
En 1992, il crée l'association Edna[pas clair] avec Dimitri Chamblas. Il développe alors des projets ouverts, des performances en lien avec divers médias (vidéo, arts plastiques, littérature, etc.). La plupart de ses pièces bousculent le genre, le renouvellent. Très jeune, il marque les esprits et s'affirme comme personnage iconoclaste au sein de la danse contemporaine française. Il propose des points de rencontre atypiques avec le public (contact direct, voire spectacle dansé pour un spectateur unique). Il amène la danse, ou du moins la « fonction » de danseur, jusqu'en terrain politique et polémique avec à chaque fois la même implication dans le danger. En 1996 avec son spectacle Aatt...enen...tionon, il obtient le Prix d'auteur des Rencontres chorégraphiques internationales de Seine-Saint-Denis. Il crée l'année suivante Herses, sur des musiques de Helmut Lachenmann.
En 2002, il réalise Héâtre-élévision, une installation iconoclaste pour un spectateur unique à la fois qui est allongé sur un piano et doit visionner un film sur une télévision. Ce projet deviendra un spectacle à part entière Quintet Cercle. En 2006, il chorégraphie Régi en collaboration étroite avec Raimund Hoghe, ainsi que des improvisations multiples en direct avec des musiciens, comme Archie Shepp ou Otomo Yoshihidé.
Nommé à la direction du Centre chorégraphique national de Rennes et de Bretagne au 1er juillet 2008, il le dirige depuis le 1er janvier 2009, remplaçant ainsi Catherine Diverrès. 
Boris Charmatz a été choisi comme artiste associé du Festival d'Avignon en 2011 ce qui constitue une première dans l'histoire de ce festival théâtral et marque la place majeure de la danse dans les arts de la scène. Il y présente deux pièces Enfant et une recréation de Levée des conflits. À cette occasion fait la rencontre de la chorégraphe belge Anne Teresa De Keersmaeker — l'une des figures de proue mondiale de la « danse qui danse » — avec laquelle il prépare durant deux ans et danse en 2013 le duo Partita 2,.
Collaborant avec de nombreux danseurs internationaux (Alexandra Cardinale, Steve Paxton, Dimitri Chamblas, Maud Le Pladec), il travaille également aux croisements des arts avec des acteurs (Jeanne Balibar et Marlène Saldana) ou des chanteurs (Dalila Khatir).
En 2022, il est nommé pour 8 ans à la tête du Tanztheater de Wuppertal, pour y faire vivre la compagnie et l’héritage de Pina Bausch,. Le 28 février 2025, un communiqué de presse de la ville de Wuppertal annonce que Boris Charmatz va quitter la direction artistique du Tanztheater Wuppertal Pina Bausch à la fin de cette saison, selon une décision commune du chorégraphe, du conseil de surveillance de la GmbH et de la ville de Wuppertal. Les parties ont décidé de garder confidentielles les raisons de la résiliation de ce contrat.

## Chorégraphies
Boris Charmatz est le créateur de nombreuses chorégraphies, souvent associées au mouvement de la non-danse dont :
- 1993 : À bras le corps (cosigné avec Dimitri Chamblas)
- 1994 : Les Disparates (en collaboration avec Dimitri Chamblas)
- 1996 : Aatt...enen...tionon
- 1997 : Herses (une lente introduction)
- 1999 : Con forts fleuve
- 1999 : Programme court avec essorage (Gilles Touyard, en collaboration avec Boris Charmatz et Julia Cima)
- 2002 : Héâtre-élévision (installation)
- 2003 : Bocal (école nomade)
- 2006 : Régi, en collaboration avec Raimund Hoghe, Grand Prix de la Critique 2005-2006
- 2006 : Quintet Cercle
- 2008 : La Danseuse malade sur des textes de Tatsumi Hijikata
- 2009 : 50 ans de danse
- 2010 : Levée des conflits
- 2011 : Enfant création pour le Festival d'Avignon
- 2013 : collaboration à Partita 2 d'Anne Teresa De Keersmaeker
- 2015 : If Tate Modern was Musée de la danse (pour le Tate Modern)
- 2016 : Danse de nuit
- 2017 : 10000 Gestes

## Publications

### Ouvrages
- Boris Charmatz et Isabelle Launay, Entretenir - À propos d'une danse contemporaine, Dijon, CND/Les Presses du réel, 2003.
- Boris Charmatz, Je suis une école, Paris, éditions Les Prairies ordinaires, 2009
- Boris Charmatz et Jérôme Bel, Emails 2009-2010, Les Presses du réel / Musée de la danse), 2013

### Articles
- Boris Charmatz et Catherine Wood, « Entremêlements », Perspective, 2 | 2020, p. 87-106 [mis en ligne le 30 juin 2021, consulté le 28 janvier 2022. URL : http://journals.openedition.org/perspective/20432 ; DOI : https://doi.org/10.4000/perspective.20432].

## Distinctions

### Prix et récompenses
- 1996 : Prix d'auteur des Rencontres chorégraphiques internationales de Seine-Saint-Denis pour Aatt...enen...tionon[1]
- 1997 : Médaille Beaumarchais
- 2005 : Grand Prix de la danse du Syndicat de la critique pour Régi[9]

### Décorations
- Officier de l'Ordre des Arts et des Lettres le 12 mars 2019[10].

### Vidéographie
- Les Disparates, d'après le spectacle original de 1994, film 35 mm couleur réalisé par César Vayssié (2000).
- Une lente introduction, film muet 35 mm couleur d'après Herses (2007).